# Chambaron sur Morge
Chambaron sur Morge ist eine französische Gemeinde mit 1.779 Einwohnern (Stand: 1. Januar 2022) im Département Puy-de-Dôme in der Region Auvergne-Rhône-Alpes. Die Gemeinde gehört zum Arrondissement Riom und zum Kanton Riom.
Sie entstand mit Wirkung vom 1. Januar 2016 als Commune nouvelle durch die Fusion der früheren Gemeinden Cellule und La Moutade. Die Schreibweise der neuen Gemeinde erfolgt offiziell ohne Bindestriche!

## Gliederung
| Ortsteil                     | ehemaliger INSEE-Code | Fläche (km²) | Einwohnerzahl (2021) |
| ---------------------------- | --------------------- | ------------ | -------------------- |
| La Moutade (Verwaltungssitz) | 63244                 | 5,31         | 0587                 |
| Cellule                      | 63068                 | 8,74         | 1205                 |

## Lage
Chambaron sur Morge liegt in der Landschaft Limagne, etwa neun Kilometer nordnordöstlich von Riom. Am Ostrand der Gemeinde führt der Fluss Morge entlang, in den hier der Chambaron einmündet. Umgeben wird Chambaron-sur-Morge von den Nachbargemeinden Saint-Myon im Norden und Nordwesten, Aubiat im Norden und Nordosten, Le Cheix-sur-Morge im Osten, Varennes-sur-Morge im Südosten, Pessat-Villeneuve im Süden, Saint-Bonnet-près-Riom im Süden und Südwesten sowie Davayat und Beauregard-Vendon im Westen.

## Sehenswürdigkeiten
- Kirche Saint-Saturnin in Cellule